# HMS Viper (1899)
HMS Viper – brytyjski eksperymentalny niszczyciel (w oryginalnej nomenklaturze torpedo-boat destroyer) zbudowany w stoczni Hawthorn Leslie & Co. w Newcastle upon Tyne na zamówienie Royal Navy i wcielony do niej w 1900 roku, jako pierwszy w historii okręt wojenny napędzany turbinami parowymi. Został utracony 3 sierpnia 1901 roku po wejściu na skały w pobliżu wyspy Alderney, bez strat w załodze.

## Geneza
Pod koniec XIX wieku okręty rozwijającej się klasy niszczycieli napędzane były maszynami parowymi potrójnego rozprężania, które pozwalały tym jednostkom uzyskać prędkość maksymalną w granicach 30 węzłów. W trwającym wyścigu zbrojeń morskich brytyjska Royal Navy zaczęła poszukiwać możliwości zapewnienia swym niszczycielom przewagi prędkości nad torpedowcami najgroźniejszego wówczas rywala na morzu: francuskiej Marine nationale. W programie rozbudowy floty na lata 1896–1897 znalazło się zamówienie na trzy eksperymentalne jednostki, mające osiągać prędkość 33 węzłów. Były to „Albatross” ze stoczni Thornycroft & Co., „Express” z Laird, Son & Co. (obecnie Cammell Laird) oraz „Arab” ze stoczni J & G Thomson. Żaden z nich nie osiągnął jednak na próbach morskich prędkości przekraczającej 31,5 węzła. Stawało się jasne, że maszyny parowe osiągnęły kres swoich możliwości i dalsze zwiększanie możliwości bojowych okrętów związane będzie ze znalezieniem wydajniejszego napędu.
26 czerwca 1897 roku, podczas rewii morskiej z okazji diamentowego jubileuszu królowej Wiktorii na redzie Spithead, miał miejsce spektakularny debiut turbiny parowej. Zbudowany i dowodzony osobiście przez ich konstruktora Charlesa Parsonsa 103-stopowy jacht „Turbinia” wpłynął pomiędzy paradujące okręty Royal Navy, zaś wysłane dla jego pochwycenia jednostki nie były w stanie doścignąć osiągającego prędkość 34 węzłów statku. Pokaz ten, po cichu wspierany przez głównego konstruktora floty (Director of Naval Construction, był to najwyższy cywilny urzędnik Admiralicji), udowodnił możliwość praktycznego zastosowania turbin parowych i spowodował zamówienie 4 marca 1898 roku w Parsons Marine Steam Co. eksperymentalnego niszczyciela wyposażonego w nowy rodzaj napędu. Wkrótce potem stocznia koncernu Armstronga rozpoczęła spekulacyjną budowę kolejnej jednostki napędzanej turbinami parowymi, późniejszego niszczyciela „Cobra”. Budowę zamówionego u Parsonsa niszczyciela zlecono stoczni Hawthorn Leslie & Co. w Newcastle upon Tyne. Zwodowano go 6 września 1899 roku, a prace wykończeniowe trwały do 1900 roku. Po wejściu do służby był to pierwszy na świecie okręt wojenny z nowym rodzajem napędu: turbinami parowymi. Nadano mu nazwę „Viper”, po raz siedemnasty w historii Royal Navy.

## Opis konstrukcji
Konstrukcja kadłuba „Vipera” bazowała na budowanych równolegle niszczycielach napędzanych maszynami parowymi, określanymi od 1913 roku zbiorczą nazwą typu C. Główną różnicę stanowił napęd, składający się z czterech turbin parowych, poruszających bezpośrednio cztery wały napędowe. Całkowita długość okrętu wynosiła 65,4 m (pomiędzy pionami 64,1 m), szerokość 6,4 m, zanurzenie 2,54 m, zaś wyporność konstrukcyjna (lekka) 344 tony.
Parę do turbin dostarczały cztery kotły wodnorurkowe typu Yarrow z wymuszonym obiegiem wody. Spaliny z kotłowni odprowadzane były przez trzy kominy. Na każdym z wałów napędowych znajdowały się po dwie śruby o małej średnicy. Do wałów wewnętrznych dołączone były dodatkowe turbiny do biegu wstecznego. Na próbach morskich nowy niszczyciel osiągnął prędkość chwilową 33,838 węzła i stałą 33,75 węzła, nieosiągalną dla podobnej wielkości jednostek napędzanych maszynami parowymi. Zmierzona moc maszyn, przy 1200 obrotach na minutę, przekroczyła 11 500 shp, przy mocy nominalnej 10 000 shp. Oznaczało to znaczący postęp, ale wiązało się też z nowymi trudnościami. Dla utrzymania odpowiedniego ciśnienia pary potrzebnych było nie mniej niż 32 palaczy w kotłowni, której wielkość pozwalała na jednoczesną pracę jedynie pięciu osób. O ile zużycie węgla przy prędkościach maksymalnych, chociaż duże, nie odbiegało aż tak bardzo od podobnych parametrów na tradycyjnych niszczycielach, to przy prędkościach marszowych różnica ta stawała się znaczna. Budowany niemal równolegle „Albatross” zużywał przy prędkości 31 węzłów 7600 kg węgla na godzinę, a przy prędkości 14,3 węzła 600 kg. Odpowiednie wielkości dla „Vipera” wynosiły 8800 kg i 1300 kg węgla. Głównymi zaletami turbin parowych, oprócz możliwości osiągania większych prędkości maksymalnych, był brak wibracji kadłuba wywołanych pracą maszyn oraz ich mniejsze rozmiary i masa.
Uzbrojenie okrętu składało się z jednej armaty 12-funtowej (kal. 76 mm), umieszczonej na wzniesionym stanowisku na dziobie, pięciu armat 6-funtowych Hotchkiss (kal. 57 mm) oraz dwóch wyrzutni torpedowych kalibru 450 mm (18 cali).

## Losy okrętu
„Viper” służył głównie do prób z nowym rodzajem napędu, ukazując jego zalety i wady. Na jednej z prób przepłynął dystans z Portsmouth do wybrzeży francuskich i z powrotem ze średnią zmierzoną prędkością 22 węzłów. Jednak z 90 ton zapasu węgla, w ładowniach pozostało mu zaledwie pięć.
Służba nowego niszczyciela w Royal Navy nie trwała długo. Latem 1901 roku wziął on udział w manewrach floty na kanale La Manche. 3 sierpnia, płynąc w złych warunkach pogodowych w pobliżu wyspy Alderney wpadł na skały Renonquet. Dowódca jednostki, porucznik William Speke, wydał rozkaz opuszczenia unieruchomionego okrętu, który wkrótce przełamał się i obrócił do góry dnem. Załoga została wyratowana dzięki pomocy obsady kutra pilotowego z pobliskiej wyspy. Kilka dni później kadłub został zniszczony ładunkami wybuchowymi, ponieważ Royal Navy obawiała się ujawnienia tajników nowego napędu.
W wyniku przeprowadzonego dochodzenia dowódcy niszczyciela oraz jego oficerowi nawigacyjnemu zarzucono niezachowanie należytej ostrożności podczas żeglugi w złych warunkach pogodowych. Jednakże uniknęli oni poważniejszych kar, ponieważ podczas całych manewrów floty w 1901 roku zdarzył się szereg podobnych wypadków także z udziałem innych okrętów.
Rozbicie „Vipera” na skałach i późniejsza o nieco ponad miesiąc katastrofa drugiego z niszczycieli o napędzie turbinowym, „Cobry”, spowodowały utrwalenie wśród konserwatywnych oficerów Royal Navy oraz części opinii publicznej niechęci do stosowania nowinek technicznych na okrętach. U marynarzy zaś umocnienie przesądu o zgubnym wpływie nazw węży (viper to w języku angielskim „żmija”, cobra – „kobra”) na noszące je jednostki. W efekcie Royal Navy zmieniła nazwę kolejnego zamówionego eksperymentalnego niszczyciela wyposażonego w turbiny parowe z „Python” na „Velox”. Nie jest natomiast prawdą twierdzenie, że po „Viperze” i „Cobrze” nie było już w Royal Navy okrętu o nazwie pochodzącej od węża: w 1910 roku zwodowano niszczyciel „Rattlesnake” („grzechotnik”).